# 高田竜二
高田 竜二（たかだ りゅうじ、1927年10月11日 - ）は、日本の男性声優。東京府（現東京都）出身。本名同じ。旧漢字表記高田 龍二。旧芸名は中山 民生、中村 民生。日本大学芸術学部卒。

## 人物
東京府東京市神田区大和町（現在の東京都千代田区岩本町）で生まれる。大学卒業後、1953年に中部日本放送放送劇団に3期生として入団。1959年に太平洋テレビジョン所属、1960年に東京俳優生活協同組合に所属。その後は同人舎プロダクションに所属していた。

## 出演作品

### テレビアニメ
- 鉄腕アトム (アニメ第1作)（1963年）
- 狼少年ケン（1964年）
- かみなり坊やピッカリ・ビー（1967年）
- 怪物くん（モノクロ版）（1968年）
- 珍豪ムチャ兵衛（1971年）
- 赤胴鈴之助（1972年）
- 天才バカボン（1972年）
- ど根性ガエル（1972年 - 1974年）
- ジャングル黒べえ（1973年）
- はじめ人間ギャートルズ（1974年 - 1976年）
- 家なき子（1977年）
- 恐竜大戦争アイゼンボーグ（1977年、良作）
- くじらのホセフィーナ（1979年）
- サイボーグ009（1979年版）（1979年、ギルト）
- ルパン三世 (TV第2シリーズ)（1979年）
- 怪物くん（カラー版）（1980年、紋野須太）
- 名犬ジョリィ（1981年）
- ゲームセンターあらし（1982年、老人）
- 新・ど根性ガエル
- パーマン（1983年、手尾暮、大恥書造）

### 劇場アニメ
- ヤスジのポルノラマ やっちまえ!!（1971年）

### 特撮
- ナショナルキッド（1960年、インカ金星人） ※俳優として
- ロボット刑事（1973年、カメレオマンの声）
- 超神ビビューン（1976年、のっぺらぼうの声）

### 吹き替え

#### ドラマ
- 刑事コロンボ
  - ロンドンの傘（駐在〈ジョン・オーチャード〉、スマイス刑事〈ジェラルド・ピーターズ〉）
  - 野望の果て（警官）
  - 白鳥の歌（会計係〈マイク・ラリー〉）
- プリズナーNo.6 最後の対決（男〈ジョン・カザボン〉）
- 弁護士ペリー・メイスン「三人の妻への疑惑」

#### 人形劇
- 海底大戦争 スティングレイ
  - 海底原始人（原始人）
  - そこに爆薬が!（ドラム奏者）
- スーパーカー 謎の原爆（ルディ）※フジテレビ版

#### アニメ
- チキチキマシン猛レース（ヨタロー）

### 舞台
- にしん場（1954年、劇団CBC） - 江差[6]
- 霧の音（1955年、劇団CBC） - 太郎[6]
- 虫の生活（1955年、劇団CBC） - 昆虫学者[6]
- 二人だけの舞踏会（1956年、劇団CBC） - 小林省吉[7]
- 愛の調べ（1958年、劇団CBC） - 兄・幸一郎[7]